# Guamaggiore
Guamaggiore – miejscowość i gmina we Włoszech, w regionie Sardynia, w prowincji Sud Sardynia. Graniczy z Gesico, Guasila, Ortacesus i Selegas.
Według danych na rok 2004 gminę zamieszkiwały 1082 osoby, 67,6 os./km².